# Къща на улица „Филипос“ № 33
Къщата на улица „Филипос“ № 33 (на гръцки: Μέγαρο στην Φιλίππου 33) е емблематична сграда в град Солун, Гърция.

## Местоположение
Имението е разположено на улица „Филипос“ № 33.

## История
Сградата е построена в 1928 година по проект на архитект Максимилиан Рубенс. Зданието е обявено за културна ценност и е включено в списъка в 2016 година.

## Архитектура
Забележителна сграда с еклектични елементи от междувоенната епоха. Зданието се развива на полусутерен, мецанин и четири етажа. Съставът на елементите на фронтона се основава на общия принцип на разделяне на основа, тяло, корона. Организацията на екстериора е постигната чрез подчертаване на централната вертикална ос, а подовите отвори са конфигурирани в три вертикални колони. Лекият издатък във височина на трите етажа с извита конфигурация на централната част и с троен отвор е най-характерната и украсена част от сградата. Забележителни са и индивидуалните елементи на сградата като конзолите, поддържащи извитите балкони, балюстрадите, зоната с релефни украси в края на отворите на третия етаж (вероятно увенчаването на оригиналната сграда), опората на извития еркерен прозорец и други.